# Picotet de Castelnau
El picotet de Castelnau (Picumnus castelnau), és un ocell de la família dels pícids (Picidae) que habita les clarianes del bosc, terres de conreu, zones humides, boscos de ribera i vegetació secundària fins als 1000 m als Andes del sud-est de Colòmbia, est de l'Equador i est del Perú.